# 松川光子
松川 光子（まつかわ みつこ、1938年8月29日 - ）は、香川県を登録地としていた元女子競輪選手で、選手登録番号は959。
実弟は元競輪選手の松川周次郎（日本競輪学校第13期生）。

## 来歴
- 1961年、第18回全国都道府県選抜競輪（岸和田競輪場） 女子2000m競走 優勝
- 1961年 - 年間賞金女王
- 1962年、第13回高松宮妃賜杯競輪（大津びわこ競輪場） 優勝
- 1964年10月31日、選手登録消除